# Alvin és a mókusok 2.
Az Alvin és a mókusok 2. (eredeti cím: Alvin and the Chipmunks: The Squeakquel) 2009-ben bemutatott egész estés amerikai vegyes technikájú film, amelyben valós és számítógéppel animált díszletek, élő és számítógéppel animált szereplők közösen szerepelnek. Az azonos című rajzfilmsorozat alapján készült 2. film.

## Szereplők
| Szereplő                            | Eredeti hang        | Magyar hang        |
| ----------------------------------- | ------------------- | ------------------ |
| Alvin                               | Justin Long         | Dányi Krisztián    |
| Simon                               | Matthew Gray Gubler | Posta Victor       |
| Theodore                            | Jesse McCartney     | Arany Tamás        |
| Brittany                            | Christina Applegate | Vadász Bea         |
| Jeanette                            | Anna Faris          | Ábel Anita         |
| Eleanor                             | Amy Poehler         | Haffner Anikó      |
| Digger, az ürge                     | Eric Bauza          | ?                  |
| Szurikáták udvarházának a Narrátora | Sean Astin          | ?                  |
| Szereplő                            | Színész             | Magyar hang        |
| Dave                                | Jason Lee           | Anger Zsolt        |
| Ian                                 | David Cross         | Borbély László     |
| Toby                                | Zachary Levi        | Crespo Rodrigo     |
| Doktor                              | Bernard White       | Jakab Csaba        |
| Dr. Rubin                           | Wendie Malick       | Spilák Klára       |
| Julie                               | Anjelah Johnson     | Bogdányi Titanilla |
| Xander                              | Chris Warren Jr.    | Papp Dániel        |
| Jeremy                              | Brando Eaton        | Seszták Szabolcs   |